# Megan Johnstone-Lamaze
Megan Johnstone-Lamaze (* 19. Februar 1977 in Kalifornien als Megan Johnstone)  ist eine ehemalige US-amerikanische Springreiterin.

## Privates
Johnstone ist seit 2001 mit dem kanadischen Olympiasieger Eric Lamaze verheiratet.

## Werdegang
Siebenjährig begann Johnstone-Lamaze zu reiten. 2004 wurde sie Zweite im Großen Preis in Calgary-Spruce Meadows, einem CSI5*-Springen. 2005 belegte sie beim Großen Preis von Ascona Rang vier. Im Jahr 2006 belegte sie bei der Global-Champions-Tour-Etappe in Estoril Platz sechs.

## Pferde (Auszug)
- Kiss me des Joncs (* 1998), braune Selle Français Stute, Besitzer: Stoney Hill
- Chardo (* 1994), Holsteiner Fuchswallach, Vater: Cantus, Muttervater: Landlord, Besitzer: Stoney Hill
- Ollandaise (früher: Tessa van de Bosbeek), dunkelbraune BWP-Stute, Besitzer: Stoney Hill
- Elfee (* 1992), Selle Français Fuchsstute, Vater: Elf IIi, Muttervater: Pot D’Or, Besitzer: Stoney Hill
- Bonius (* 1983), Schimmelwallach